# Hermelando Bosch Peris
Hermelando Bosch Peris (Alginet, 1 de maig de 1908-Montanejos, 1990) va ser un músic valencià.
Des de menut va sentir-se atret per la música. Als nou anys ingressa al Col·legi dels Escolapis de València, on s'amagava per tal d'escoltar les classes de música a les que no estava apuntat. Acabat el batxillerat, aprendrà música a Alginet, amb Justiniano Latorre Rubio. Per a aprendre a compondre, es va posar en contacte en l'única persona de la localitat capaç de fer-ho, Miguel Espert. També va rebre lliçons del Mestre Palau i un curs de piano amb Pura de Olmedo. Va compondre en diferents formes i gèneres musicals com: bolero, cançó, fox-trop, himne, jota, marxa, música lleugera, música religiosa, opereta, poema sinfònic, pasdoble, sarsuela, tango, teatre de gènere líric i vals.
De la seua obra destaquen per la popularitat que arribaren a tindre, el tango Golondrina que voló i la sarsuela El cuento del Posadero. Aquesta obra ha sigut interpretada a Xeraco, a Alginet i al Palau de la Música de València el 12 de febrer de 2008.